# Atenulf I de Benevento
Atenulf I (d. 910), supranumit cel Mare (în limba latină: magnus), a fost principe longobard de Capua din 7 ianuarie 887 și de Benevento din 899, an în care a cucerit acel principat. De asemenea, el a utilizat titulatura de princeps gentis Langobardorum, "principe al poporului longobard", ca un ecou al titlului folosit de foști principi de Benevento după căderea coeziunii longobarde în 774.
Fiu al lui Landenulf, gastald de Teano, Atenulf, prin influență și cuceriri, a succedat în a răzbuna pretențiile familiei sale longobarde la statutul princiar în Salerno. Din 879, Capua fusese disputată între mai mulți candidați, însă până în 887, Atenulf a reușit să își înlăture frații și verii din competiție și să devină principe unic, având sprijinul hypatus-ului bizantin Athanasie, duce de Neapole. În schimb, în anul imediat următor (888), s-a aflat în război cu același Athanasie pentru regiunea "Liburnia". Cei doi au purtat o bătălie la San Carzio pe râul Clanio, al cărei rezultat a rămas nedecis.
În continuare, Atenulf și-a îndreptat atenția către Benevento, care fusese recent teatrul de dispută dintre bizantini și spoletani. El a cucerit Benevento de la principele abia restaurat Radelchis al II-lea în 899 și a fost aclamat ca principe al acestuia în Santa Sofia din Benevento în ianuarie 900. Lui i s-a opus un fost regent de Benevento (897), episcopul Petru, pe care Atenulf l-a exilat la Salerno. Reușind să unească cea mai mare parte a Langobardia Minor, Atenulf și-a îndreptat agresiunea împotriva sarazinilor din Garigliano.
El s-a aliat cu amalfitanii și cu ducele Grigore al IV-lea de Neapole, atacând și înfrângând pe sarazini în 903. De asemenea, s-a recunoscut ca supus al bizantinilor, din scopul de a primi de la aceștia sprijin militar, dar strategia sa nu a avut rezultate.
Restul vieții ș-i l-a dedicat pregătirii unei noi expediții majore împotriva sarazinilor. S-a stins din viață înainte de a vedea rezultatul acesteia, anume faimoasa și reușita bătălie de la Garigliano din 915.
Pentru succesele sale împotriva musulmanilor, Atenulf a constituit obiectul unui poem scris de Eugenio Vulgario.
Atenulf a fost succedat de fiul său, Landulf al III-lea, pe care îl asociase la domnie din 901. Atenulf a declarat cele două principate, de Capua și de Benevento, ca fiind inseparabile și a instituit principiul co-guvernării între fii și frați, care a guvernat posesiunile sale până în 981.